# Blackbolbus incus
Blackbolbus incus är en skalbaggsart som beskrevs av Henry Fuller Howden 1993. Blackbolbus incus ingår i släktet Blackbolbus och familjen Bolboceratidae. Inga underarter finns listade.